# Sarah Campion
Pour les articles homonymes, voir Campion.
Sarah Campion, née le 10 mai 1983 à Chester, aussi connue sous son nom de naissance de Sarah Kippax, est une joueuse professionnelle de squash représentant l'Angleterre. Elle atteint, en novembre 2011, la quinzième place mondiale sur le circuit international, son meilleur classement.
Sarah Campion est mariée à son entraîneur David Campion. Depuis octobre 2015, ils sont parents d'une fille. En 2016, après sa pause maternité, elle joue sous son nouveau nom.

## Palmarès

### Titres
- Championnats d'Europe par équipes : 2 titres (2011, 2012)

### Finales
- Championnats d'Europe : 2008
- Championnats du monde par équipe : 2 finales (2010, 2012)